# Astragalus shahpouricus
Astragalus shahpouricus är en ärtväxtart som beskrevs av Ahmed Ahmad Parsa. Astragalus shahpouricus ingår i släktet vedlar, och familjen ärtväxter. Inga underarter finns listade i Catalogue of Life.